# Rilmenidin
Rilmenidin je lek koji se koristi za treatiranje hipertenzije. On je u prodaji pod imenima Hyperium i Tenaxum.

## Tableta
Svaka tableta sadrži 1,544 mg rilmenidin dihidrogen fosfata, količinu ekvuivalentnu sa 1,000 mg slobodne baze rilmenidina.

## Način dejstva
Rilmenidin je oksazolinsko jedinjenje sa antihipertenzivnim svojstvima. On deluje na medularne i periferno vazomotorne strukture. Rilmenidin ima veću selektivnost za imidazolinske receptore nego za cerebralne alfa2-adrenergičke receptore, po čemu se razlikuje od referentnih alfa-2 agonista.

## Spoljašnje veze
|  | Molimo Vas, obratite pažnju na važno upozorenje u vezi sa temama iz oblasti medicine (zdravlja). |